# Geislingen an der Steige
Geislingen an der Steige is een plaats in de Duitse deelstaat Baden-Württemberg, gelegen in het Landkreis Göppingen. De stad telt 28.400 inwoners. De stad is vooral bekend van "De Steige".

## Geografie
Geislingen an der Steige heeft een oppervlakte van 75,83 km² en ligt in het zuidwesten van Duitsland.

## De Steige
De Steige is een helling waar een spoorbaan op ligt, voor treinen is deze helling een enorme klus om eroverheen te komen. Vanaf de top van de Steige is er een indrukwekkend uitzicht over Geislingen en de Helfenstein. Vroeger moesten treinen een extra locomotief aankoppelen. Er staat daarom altijd een extra goederen locomotief op het station, voor het geval dat. Tegenwoordig komt ook het bijna niet meer voor dat een trein de Steige niet overkomt, want tegenwoordig zijn de locomotieven veel krachtiger. Desondanks wordt bij zware goederentreinen nog steeds (2024) een opduwlocomotief achter de trein gezet. De Steige begint bij Geislingen an der Steige en eindigt bij Amstetten, hij is 5,6km lang. In 1850 ging de eerste trein over de Steige.

## Geboren
- Markus Gisdol (1969), Duits voetbalcoach

Adelberg ·
Aichelberg ·
Albershausen ·
Bad Boll ·
Bad Ditzenbach ·
Bad Überkingen ·
Birenbach ·
Böhmenkirch ·
Börtlingen ·
Deggingen ·
Donzdorf ·
Drackenstein ·
Dürnau ·
Ebersbach an der Fils ·
Eislingen/Fils ·
Eschenbach ·
Gammelshausen ·
Geislingen an der Steige ·
Gingen an der Fils ·
Göppingen ·
Gruibingen ·
Hattenhofen ·
Heiningen ·
Hohenstadt ·
Kuchen ·
Lauterstein ·
Mühlhausen im Täle ·
Ottenbach ·
Rechberghausen ·
Salach ·
Schlat ·
Schlierbach ·
Süßen ·
Uhingen ·
Wangen ·
Wäschenbeuren ·
Wiesensteig ·
Zell unter Aichelberg